# Asphodelus roseus
Asphodelus roseus är en grästrädsväxtart som beskrevs av Jean-Henri Humbert och René Charles Maire. Asphodelus roseus ingår i släktet afodiller, och familjen grästrädsväxter. Inga underarter finns listade i Catalogue of Life.